# Bulbophyllum kelelense
Bulbophyllum kelelense är en orkidéart som beskrevs av Rudolf Schlechter. Bulbophyllum kelelense ingår i släktet Bulbophyllum och familjen orkidéer. Inga underarter finns listade i Catalogue of Life.